# Chenanisaurus
Chenanisaurus barbaricus — один з останніх видів динозаврів. Мешкав у Африці до свого зникнення 66 мільйонів років тому. Був виявлений у фосфатній шахті у басейні Улед-Абдун на півночі Марокко. Родова назва вказує на шахту Sidi Chennane, де тварина була виявлена, видова назва вказує на Барбарію. Тварина є незвичайною як з погляду на її великі розміри, так і незвично короткої й міцної щелепи. C. barbaricus був хижаком, як інші Abelisauridae. З огляду на його розміри, він міг би полювати на відносно велику здобич.